# Osteocephalus heyeri
Osteocephalus heyeri är en groddjursart som beskrevs av Lynch 2002. Osteocephalus heyeri ingår i släktet Osteocephalus och familjen lövgrodor. IUCN kategoriserar arten globalt som livskraftig. Inga underarter finns listade i Catalogue of Life.